# Павло-Мануйловский
Павло-Мануйловский — посёлок в Неклиновском районе Ростовской области.
Входит в состав Андреево-Мелентьевского сельского поселения.

## Население
| 2010 |
| ---- |
| 96   |

## Улицы
В посёлке имеются две улицы — Павловская и Родниковая.